# Hełm wz. 31
O hełm wz. 31 (capacete, modelo 1931) era o capacete de combate básico do Exército Polonês antes da eclosão da Segunda Guerra Mundial e durante a Invasão da Polônia. O capacete tornou-se o tipo básico de capacete de combate para as formações militares polonesas na década de 1930 e durante os estágios iniciais da Segunda Guerra Mundial. Também foi exportado para a Pérsia, Albânia e Espanha Republicana. Em setembro de 1939, aproximadamente 320.000 capacetes foram entregues ao Exército Polonês.
Embora não tenha sido o capacete mais comum em serviço polonês durante a Segunda Guerra Mundial (em 1939, a maioria dos soldados mobilizados recebeu antigos capacetes franceses Adrian), tornou-se um tanto icônico e amplamente considerado na Polônia como um dos símbolos da resistência polonesa. Por isso, o hełm wz. 67, projetado no final da década de 1960, foi baseado na silhueta do wz. 31.

## Projeto
O wz. 31 era um capacete de uma só peça, todo em metal, com uma viseira pontiaguda distinta e uma leve "saia". Era revestido com tinta lisa ou fosca Salamandra. A maioria dos capacetes era coberta com uma espessa camada de tetróxido de chumbo e depois pintada com o cáqui padrão militar, sendo alguns pintados de cinza, verde-acinzentado ou azul-marinho (este último usado pela polícia). O peso do conjunto completo, com forro interno, era de aproximadamente 1,3 kg. O capacete podia ser usado com a viseira para trás, o que era usado por oficiais de artilharia para maior visibilidade e melhor visão periférica.

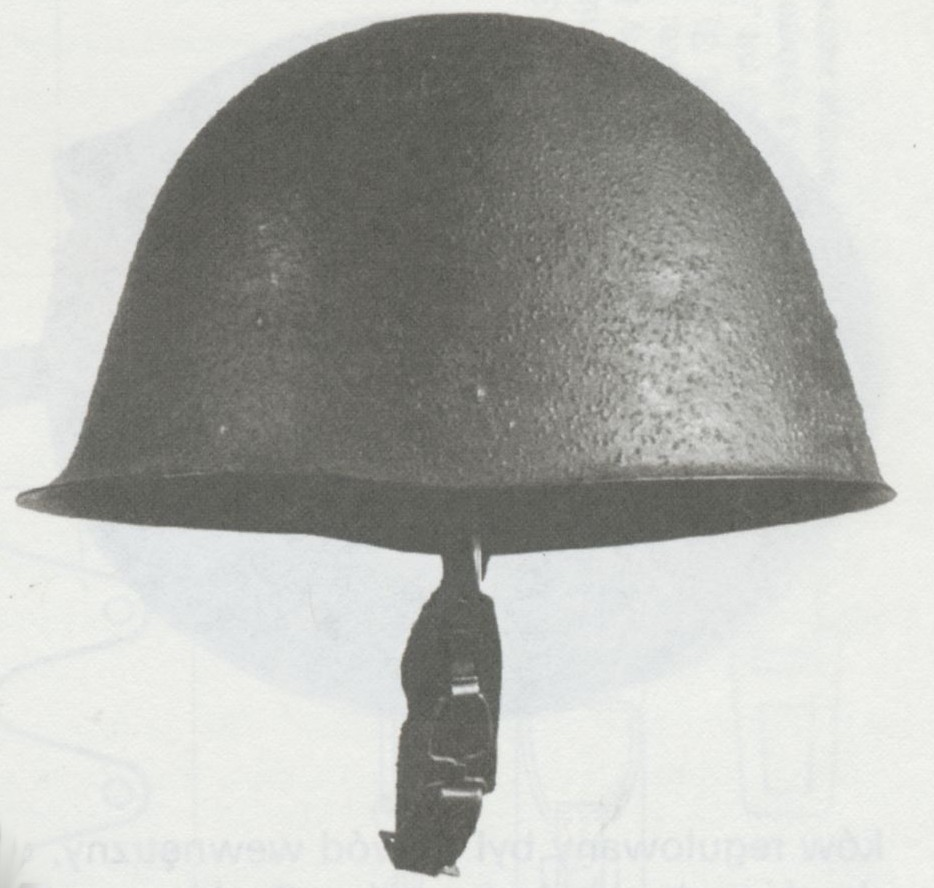
O capacete wz. 31 com superfície granulada Salamandra
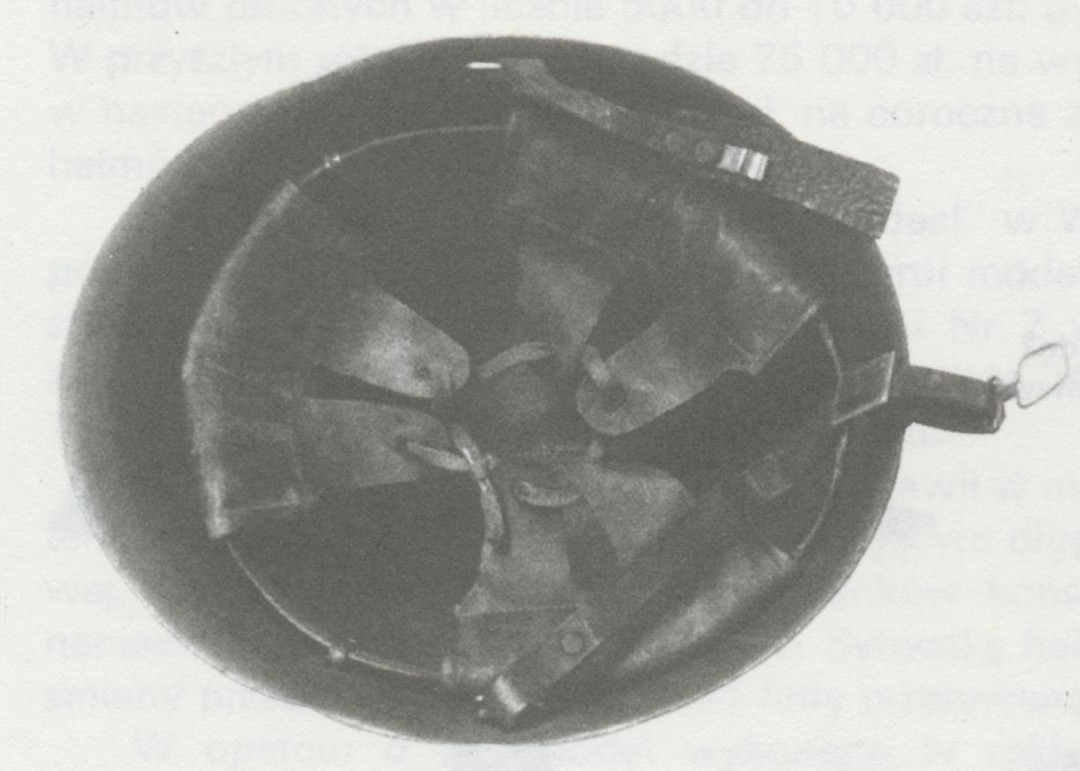
Sistema de forro usado no wz. 31

## Variantes

### Variante de exportação
As variantes de exportação eram idênticas ao capacete original wz. 31, exceto pela pintura: em vez do cáqui padrão usado na Polônia, a República Espanhola usava preto fosco.

### Hełm wz. 31/50

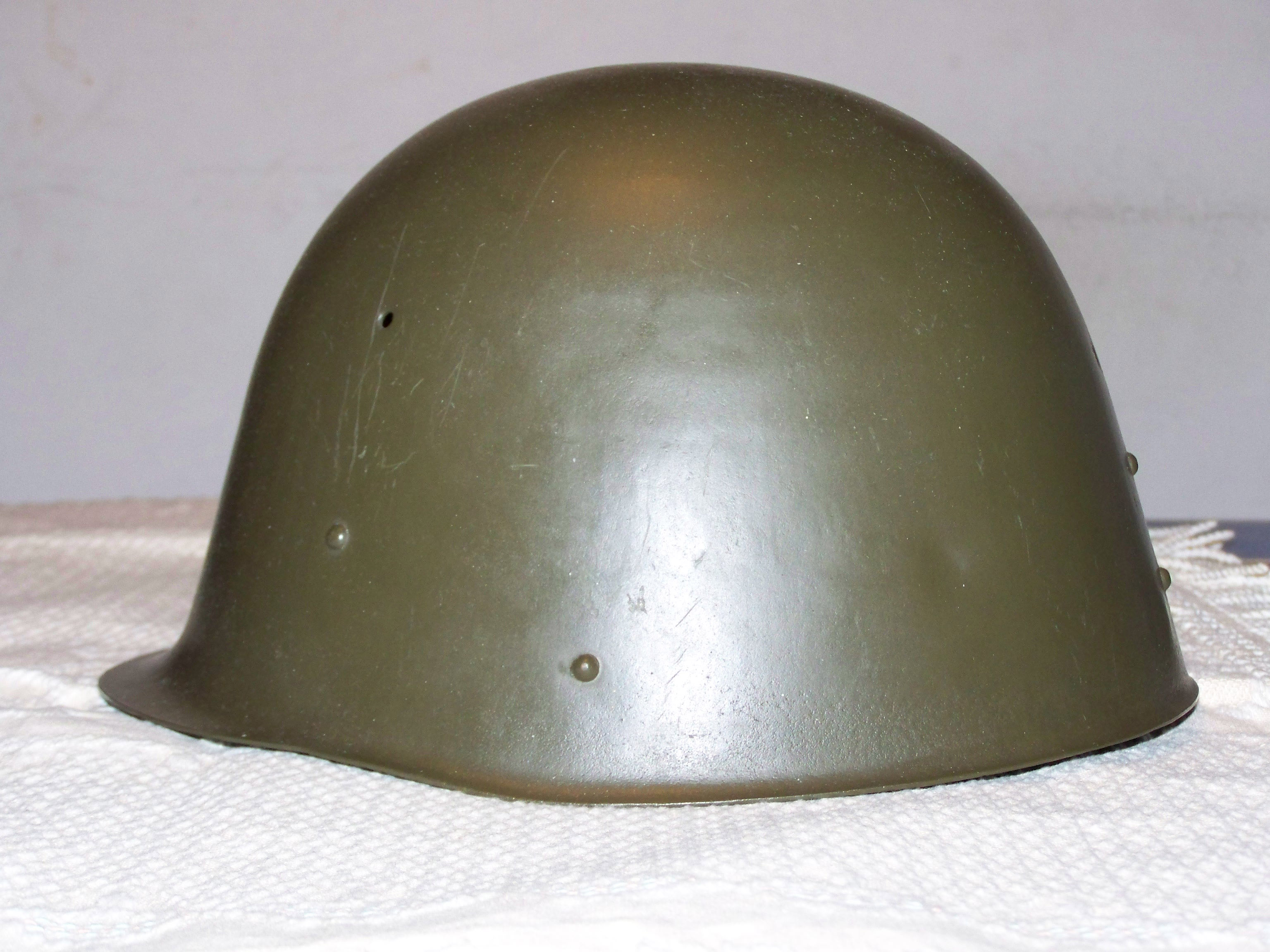
O capacete wz. 31/50 em cor lisa

Embora a produção do wz.31 tenha terminado com a ocupação alemã e soviética da Polônia em 1939, a Huta Ludwików, sediada em Kielce, manteve um grande número de cascos de capacete originais em seus armazéns. Após a guerra, a produção não foi retomada e, em vez disso, o Exército Polonês foi equipado com capacetes soviéticos SSh-40. No entanto, os cascos de capacete wz. 31 restantes foram equipados com revestimento de capacetes M1935 alemães ou wz. 50 e distribuídos para diversas escolas militares, organizações paramilitares e defesa civil.

## Operadores
- Polónia – Capacete padrão do Exército Polonês entre 1933 e 1939. Também usado na LOPP, na Polícia e nas Tropas de Proteção de Fronteiras. Variante 31/50 em uso até o final da década de 1960.
  -  Estado Secreto Polaco – Amplamente utilizado durante a Revolta de Varsóvia.
- Alemanha Nazista – A Luftschutz utilizou estoques restantes ou adquiridos do Exército Polonês.
- Finlândia – Capacetes wz. 31 capturados em 1939 foram doados pelo Terceiro Reich.
- União Soviética – Uso limitado de capacetes capturados em 1939.
- República Espanhola – Exportado da Polônia durante a Guerra Civil Espanhola.
- Estado Imperial do Irã – Exportado da Polônia na década de 1930.